# Борисов, Николай Владимирович
Никола́й Влади́мирович Бори́сов (20 декабря 1897 года — 22 февраля 1989 года) — советский военачальник, крупный деятель железнодорожных войск, участник Гражданской и Великой Отечественной войн. Генерал-лейтенант технических войск (13 сентября 1944 года), Герой Социалистического Труда (5 ноября 1943 года).

## Биография
Участник Гражданской войны. После окончания 2-й Саратовской военно-железнодорожной школы служил политруком, командиром роты, секретарём партбюро, командиром батальона. Окончил Военно-транспортную академию, был начальником факультета.
В годы войны командовал 28-й железнодорожной бригадой, которая восстановила тысячи километров железных дорог, сотни мостов, в том числе через реки Кубань, Дон, Днепр, Южный Буг, Вислу, Одер. За боевые успехи и отвагу 28-я железнодорожная бригада
была переименована в 1-ю гвардейскую.
За особые заслуги в обеспечении перевозок для фронта и народного хозяйства и выдающиеся достижения в восстановлении железнодорожного хозяйства в трудных условиях военного времени полковник Борисов Н. В. удостоен звания Героя Социалистического Труда.
В 1946 - 1948 годах командир 4го железнодорожного корпуса на Урале. С 1949 года начальник управления капитального восстановления пути и сооружений Главного управления военновосстановительных работ, с 1955 года начальник штаба Главного управления железнодорожных войск — первый заместитель начальника железнодорожных войск.
С мая 1964 года — в отставке.
Был заместителем председателя Президиума Совета ветеранов железнодорожных войск Москвы и Московской области, членом Военно-научного общества при ЦДСА.
Жил в Москве. Скончался 22 февраля 1989 года.

## Награды
- Герой Социалистического Труда (5 ноября 1943 года, медаль «Серп и Молот» № 169)
- 3 ордена Ленина (№ 10682 — 24.11.1942[2], № 16527 — 5.11.1943, № 44605 — 30.04.1945)
- 4 орден Красного Знамени (№ 65750 — 2.04.1943[3], № 6450/II — 10.08.1944[4], № 2258/III — 3.11.1944, № 1522/IV — 15.11.1950)
- орден Кутузова I степени (№ 552 — 29.07.1945)
- орден Кутузова II степени (№ 2226 — 6.04.1945)[5]
- 2 ордена Отечественной войны I степени (№ 9527 — 17.04.1943[6]; 11.03.1985)
- орден Трудового Красного Знамени (№ 11780 — 13.09.1943)
- орден Красной Звезды (№ 20432 — 11.11.1941)[7]
- медаль «XX лет РККА»
- медаль «За оборону Кавказа»
- другие медали
- знак «Почётный железнодорожник»